# 對苯二胺
對苯二胺（p-Phenylenediamine，簡稱PPD）是一種苯胺衍生有機化合物，其化學式為C6H4(NH2)2。對苯二胺在室溫是一種無色的固體，但一般由於氧化緣故，其樣品普遍都含有一些黃色雜質。對苯二胺日常主要用於聚合物和複合材料的生產過程中作為當中的一項組件，但也是染髮劑的一種成分。

## 參看
- 散沫花

## 外部連結
- Du Pont technical data sheet and sales policy for p-Phenylenediamine (PPD) （页面存档备份，存于）